# Shenzhen Open 2013
Shenzhen Gemdale Open 2013 byl profesionální tenisový turnaj žen hraný v čínském subprovinčním městě Šen-čen. Představoval premiérový ročník turnaje probíhajícího v tenisovém centru Longgang na otevřených dvorcích s tvrdým povrchem. Konal se na úvod sezóny mezi 31. prosincem 2012 až 5. lednem 2013.
V rámci profesionálního okruhu WTA Tour se řadil do kategorie WTA International Tournaments a rozpočet činil 500 000 dolarů. Nejvýše nasazenou hráčkou ve dvouhře byla světová sedmička Li Na.

## Ženská dvouhra

### Nasazení
| Stát               | Hráčka             | WTA1 | Nasazení |
| ------------------ | ------------------ | ---- | -------- |
| Čína               | Li Na              | 7.   | 1.       |
| Francie            | Marion Bartoliová  | 11.  | 2.       |
| Srbsko             | Jelena Jankovićová | 22.  | 3.       |
| Tchaj-wan          | Sie Šu-wej         | 25.  | 4.       |
| Česko              | Klára Zakopalová   | 28   | 5        |
| Čína               | Pcheng Šuaj        | 40.  | 6.       |
| Spojené království | Laura Robsonová    | 53.  | 7.       |
| Srbsko             | Bojana Jovanovská  | 56.  | 8.       |

- 1 Žebříček WTA k 24. prosinci 2012.

### Jiné formy účasti
Následující hráčky obdržely divokou kartu do hlavní soutěže:
- Chan Wing-yau
- Jing-jing Tuanová
- Čeng Saj-saj

Následující hráčky postoupily z kvalifikace:
- Kimiko Dateová
- Anne Keothavongová
- Jessica Pegulaová
- Stefanie Vögeleová
  -  I-miao Čouová – jako šťastná poražená

### Odhlášení
- Iveta Benešová
- Petra Martićová
- Mirjana Lučićová
- Barbora Záhlavová-Strýcová

## Ženská čtyřhra

### Nasazení
| Stát      | Hráčka             | Stát        | hráčka           | WTA1 | Nasazení |
| --------- | ------------------ | ----------- | ---------------- | ---- | -------- |
| Tchaj-wan | Čan Chao-čching    | Tchaj-wan   | Čan Jung-žan     | 122. | 1.       |
| Rusko     | Nina Bratčikovová  | Slovensko   | Janette Husárová | 123. | 2.       |
| Rusko     | Alla Kudrjavcevová | Česko       | Klára Zakopalová | 145. | 3.       |
| Maďarsko  | Tímea Babosová     | Lucembursko | Mandy Minellaová | 161. | 4.       |

- 1 Žebříček WTA k 24. prosinci 2012.

### Jiné formy účasti
Následující pár obdržel divokou kartu do hlavní soutěže::
- Sin-jün Chanová /  I-miao Čouová
- Čchiang Wangová /  Varatchaya Wongteanchai

## Přehled finále

### Ženská dvouhra
- Li Na vs.  Klára Zakopalová 6–3, 1–6, 7–5

Li získala sedmý titul ve své kariéře a první na čínském území od sezóny 2004.

### Ženská čtyřhra
- Čan Chao-čching /  Čan Jung-žan vs.  Iryna Burjačoková /  Valerija Solovjovová, 6–0, 7–5